# Triệu Lưu Hoàng Lân
Triệu Lưu Hoàng Lân (nghệ danh là Lân Ốc, sinh ngày 25 tháng 11 năm 1980) là một ca sĩ, nhạc sĩ sáng tác bài hát và nghệ sĩ guitar người Việt Nam. Ông là giọng ca chính kiêm sáng tác và cây guitar của ban nhạc rock Cát, nổi danh cùng các ca khúc như "Cơn mưa lạnh", "Cánh diều ước mơ" và "Cây và gió".

## Cuộc đời và sự nghiệp
Hoàng Lân có cha mẹ là Triệu Đa và Minh Quy - hai nghệ sĩ thuộc Đoàn chèo Phú Thọ ở những năm 1980. Từ lúc 3 tuổi ông đã bị bại liệt ở chân phải và đã phải chữa trị tới năm 7 tuổi, dù có thể đi lại được nhưng vẫn để lại những di chứng. Lân lần đầu biết đến nhạc rock là vào năm ông học lớp 10 khi cùng chị gái đến một buổi biểu diễn tại sân trường của Đại học Dược Hà Nội, mà nổi bật là buổi diễn của ban nhạc Bức Tường; kể từ đó ông trở thành người hâm mộ "ruột" của nhóm. Không lâu sau, ông đăng ký theo học Trường Cao đẳng Nghệ thuật Hà Nội khoa sư phạm âm nhạc. Năm 2002, ông từng là vận động viên môn bóng bàn của tuyển quốc gia Việt Nam chuẩn bị cho Đại hội Thể thao Người khuyết tật Đông Nam Á. Năm 2003, ông quay trở lại con đường nghệ thuật khi cùng một số người bạn lập nên ban nhạc Thánh giá đỏ; nhưng đến năm 2008, nhóm phải đổi tên thành ban nhạc Cát vì một số lý do riêng, cái tên này được Hoàng Lân nghĩ ra một phần là nhờ gợi ý của chính người bạn Trần Lập. Cùng với ban nhạc Cát, Triệu Hoàng Lân đã giành được một số thành công nhất định: giải nhất rock band học sinh sinh viên toàn quốc 2003, giải nhất cuộc thi "Hát cho niềm đam mê" do Nokia và báo Tuổi Trẻ tổ chức năm 2008, giải nhất Liên hoan âm nhạc nghệ thuật Art Port 2008 và giải tư cuộc thi Tiger Rock toàn quốc năm 2008. Những ca khúc nổi tiếng nhất của ban nhạc Cát mà Lân sáng tác có "Cơn mưa lạnh", "Cánh diều ước mơ", "Cây và gió".

## Đánh giá
Sự nghiệp âm nhạc và tình yêu nhạc rock của Hoàng Lân cùng ban nhạc Cát được một vài ấn phẩm báo chí Việt đánh giá cao. Báo Tuổi trẻ - đơn vị từng trao giải nhất cuộc thi "Hát cho niềm đam mê" 2008 cho ban nhạc Cát nhận xét về Lân: "Yêu rock đến cuồng nhiệt, chấp nhận ra đi với hai bàn tay trắng để được sống với rock dù đôi chân không lành lặn... Quà ngày trở về là một ban nhạc rock đình đám và hàng chục ca khúc được giải. Đó là Triệu Lưu Hoàng Lân, trưởng ban nhạc The Sand." Báo An ninh Thủ Đô thì viết lời khen: "Không chỉ hát nhạc rock mà Lân 'ốc' còn là tác giả của những bản nhạc rock khi thì say đắm lúc lại nhẹ nhàng như một bản tình ca, khi lại bốc lửa mạnh mẽ, cuốn hút người nghe.

## Đời tư
Sau khi trở thành người hâm mộ ban nhạc Bức Tường, Lân cũng trở thành người bạn tri kỷ của cố ca sĩ Trần Lập lúc sinh thời. Sau khi Trần Lập mất, ông thường xuyên góp mặt trong các đêm diễn tưởng nhớ người bạn của mình và tái thể hiện một số ca khúc mà bạn mình sáng tác. Ông từng được các cơ quan thông tấn lớn là Đài Truyền hình Việt Nam, Đài Truyền hình Hà Nội và BBC tiếng Việt mời đến phỏng vấn. Hiện ông đang mở lớp giảng dạy guitar cho những người yêu nhạc, đồng thời mở một kênh YouTube riêng để dạy nhạc trực tuyến.

## Giải thưởng

### Cùng ban nhạc Cát
- Giải nhất rock band học sinh sinh viên toàn quốc 2003
- Giải nhất cuộc thi "Hát cho niềm đam mê" năm 2008 (do Nokia và báo Tuổi Trẻ tổ chức)
- Giải tư cuộc thi Tiger Rock toàn quốc năm 2008

## Một số bài hát nổi bật
- "Cơn mưa lạnh"
- "Cây và gió"
- "Cánh diều ước mơ"
- "Lời chưa nói"